# David Bewicke-Copley
David Bewicke-Copley (21 de septiembre de 1997) es un deportista británico que compite en remo.
Ganó una medalla de oro en el Campeonato Mundial de Remo de 2022 y dos medallas de oro en el Campeonato Europeo de Remo, en los años 2022 y 2025.

## Palmarés internacional
| Campeonato Mundial | Campeonato Mundial       | Campeonato Mundial | Campeonato Mundial |
| Año                | Lugar                    | Medalla            | Prueba             |
| ------------------ | ------------------------ | ------------------ | ------------------ |
| 2022               | Račice (República Checa) | Medalla de oro     | Ocho con timonel   |
| Campeonato Europeo |                          |                    |                    |
| Año                | Lugar                    | Medalla            | Prueba             |
| 2022               | Múnich (Alemania)        | Medalla de oro     | Ocho con timonel   |
| 2025               | Plovdiv (Bulgaria)       | Medalla de oro     | Ocho con timonel   |